# زلف (الباب)
زلف  قرية سوريّة تتبع إداريّاً لمحافظة حلب منطقة الباب ناحية الراعي، بلغ تعداد سكانها 240 نسمة حسب التعداد السكاني لعام 2004.